# 2005 dans la poésie
Cet article présente les faits marquants de l'année 2005 dans la poésie.

## Décès

### Janvier
- 31 janvier : Nel Benschop, poétesse néerlandaise

### Février
- 28 février : Mario Luzi, poète italien

### Mars
- 2 mars : Djamel Amrani, poète algérien

### Juin
- 2 juin : Bernard Manciet, poète français
- 13 juin : Eugénio de Andrade, poète portugais
- 24 juin : Max Rouquette, écrivain et poète français

### Août
- 2 août : Philippe Trouvé, peintre et poète français

### Octobre
- 26 octobre : Pato Valdivia, musicien, compositeur, poète et producteur artistique chilien

### Novembre
- 20 novembre : Leopoldo Urrutia de Luis, poète espagnol